# Andreas Hartauer
Andreas Hartauer (28. listopadu 1839 Stachy - 18. ledna 1915 Svatý Hypolit) byl český sklář a autor známé písně Tam v krásné Šumavě.

## Život
Pocházel z početné rodiny. Jeho otec Ondřej a matka Alžběta (roz. Gattermayerová) měli dohromady osm dětí. Vyrůstal ve Zlaté Studni nedaleko svého rodiště, kde byla proslulá výroba dutého skla. I on sám se měl stát sklářem, a tak byl poslán na vyučení v Lenoře. V Lenoře strávil Hartauer dva roky a posléze se odstěhoval do Janova v severních Čechách. Zde si dne 27. listopadu 1865 vzal Annu Opicovou ze Sloupu a roku 1883 se společně přestěhovali do Svatého Hypolita v Dolních Rakousích, kde si založil sklářství.
Manželství zůstalo bezdětné, a tak vzal do pěstounské péče svou neteř Bertu.
Na svůj rodný kraj ale nikdy nezapomněl a rozhodl se vytvořit šumavskou hymnu. Tato píseň dosáhla velikého úspěchu a po roce 1945 byla zpívána mnoha vyhnanými šumavskými sudetskými Němci.
Je pochován na hřbitově ve Svatém Hypolitu.
Nad obcí Lenora je jeho památník , na který přispěl i Karl Breu, evropský, německo-moravský iluzionista, jehož matka pocházela z rodiny Hartauerů.

## Tam v krásné Šumavě
Stejně jako mnoho lidových písní, tak i tato zdomácněla a začala se zpívat v různých regionech.
Píseň se stala známější, když ji převzal do svého románu Maximilian Schmidt. Dlouho bylo jméno autora neznámé, byl to až šumavský badatel Rudolf Kubitschek, který ve 30. letech zmínil tuto píseň v Hartauerově životopise.
Píseň je považována za šumavskou hymnu.